# Eulithis brunneomaculata
Eulithis brunneomaculata är en fjärilsart som beskrevs av Bates 1886. Eulithis brunneomaculata ingår i släktet Eulithis och familjen mätare. Inga underarter finns listade i Catalogue of Life.